# Scornavacca
Scornavacca è un cognome di lingua italiana.

## Varianti
Scornavacche, Scornavacchi.

## Origine e diffusione
Cognome tipicamente siciliano, è presente prevalentemente nel catanese e nel cosentino.
Potrebbe derivare dal mestiere del macellaio.
In Italia conta circa 100 presenze.
La variante Scornavacche è ennese e catanese; Scornavacchi probabilmente è dovuto ad errori di trascrizione.